# 백신애 문학상
백신애 문학상(白信愛文學賞)은 영천 출신으로 일제강점기의 소설가 백신애를 기리는 백신애 기념사업회에서 제정한 문학상이다. 기념사업회는 경북 영천 출신인 소설가 백신애 탄생 100주년을 기념해 문학상을 제정했으며, 등단 5년에서 15년 사이의 작가가 2007년에 발간한 창작집(장편 포함) 전체를 대상으로 심사를 벌여 1회 수상자를 뽑았다. 백신애기념사업회가 주관하고 경상북도·영천시가 후원한다. 2012년부터 상대적으로 열악한 영남지역 작가의 창작 활성화를 도모하고자 영남권 시인의 시집을 대상으로 백신애창작기금을 심사하여 선정한다.

## 역대 수상작
| 회     | 수상연도 | 작가   | 작품                       |
| ------ | -------- | ------ | -------------------------- |
| 제1회  | 2008년   | 공선옥 | 〈명랑한 밤길〉            |
| 제2회  | 2009년   | 서하진 | 〈착한 가족〉              |
| 제3회  | 2010년   | 이상섭 | 〈바닷가 그 집에서, 이틀〉 |
| 제4회  | 2011년   | 강영숙 | 〈라이팅 클럽〉            |
| 제5회  | 2012년   | 홍명진 | 〈터틀넥 스웨터〉          |
| 제6회  | 2013년   | 손홍규 | 〈톰은 톰과 잤다〉         |
| 제7회  | 2014년   | 이재웅 | 〈불온한 응시〉            |
| 제8회  | 2015년   | 정인   | 〈만남의 방식〉            |
| 제9회  | 2016년   | 금희   | 〈세상에 없는 나의 집〉    |
| 제10회 | 2017년   | 나여경 | 〈포옹〉                   |
| 제11회 | 2018년   | 조해진 | 〈빛의 호위〉              |
| 제12회 | 2019년   | 하명희 | 〈불편한 온도〉            |

## 백신애 창작기금
| 회    | 수상 연도 | 작가   | 작품                        |
| ----- | --------- | ------ | --------------------------- |
| 제1회 | 2012년    | 이선형 | 〈나를 너를 닮고〉          |
| 제2회 | 2013년    | 김은령 | 〈차경〉                    |
| 제3회 | 2014년    | 이향   | 시집〈희다〉                |
| 제4회 | 2015년    | 이영옥 | 〈누구도 울게 하지 못한다〉 |
| 제5회 | 2016년    |        |                             |
| 제6회 | 2017년    | 권선희 | 〈꽃마차는 울며 간다〉      |

## 같이 보기
- 백신애